# Achelia hariettae
Achelia hariettae is een zeespin uit de familie Ammotheidae. De soort behoort tot het geslacht Achelia. Achelia hariettae werd in 1940 voor het eerst wetenschappelijk beschreven door Marcus. 